# Dentipellis
Dentipellis Donk (ząbczak) – rodzaj grzybów z rodziny soplówkowatych (Hericiaceae). W Polsce występuje tylko jeden gatunek.

## Charakterystyka
Grzyby kortycjoidalne o bazydiokarpie rozpostartym i kolczastym (hydnoidalnym) hymenoforze. System strzępkowy monomityczny, strzępki ze sprzążkami, cyjanofilne. Występują gleocystydy. Podstawki maczugowate, z czterema sterygmami i sprzążką u podstawy. Bazydiospory kuliste lub niemal kuliste, drobnoziarniste, w odczynniku Melzera amyloidalne.
Dentipellis charakteryzuje się kolczastym hymenoforem, monomitycznymi systemem strzępkowym, obecnością gleocystyd i amyloidalnych bazydiospor o ścianie drobnoziarnistej. Jest pod tymi względami podobny do Laxitextum i Hericium, które również mają gleocystydy i amyloidalne, nie gładkie bazydiospory, a dane molekularne również potwierdzają te podobieństwa.

## Systematyka i nazewnictwo
Pozycja w klasyfikacji według Index Fungorum: Hericiaceae, Russulales, Incertae sedis, Agaricomycetes, Agaricomycotina, Basidiomycota, Fungi.
Takson utworzył Marinus Anton Donk w 1962 r. Polską nazwę nadali Barbara Gumińska i Władysław Wojewoda w 1983 r. Synonim naukowy: Amylodontia Nikol.
Niektóre gatunki:
- Dentipellis acystidiata Y.C. Dai, H.X. Xiong & Sheng H. Wu 2009
- Dentipellis coniferarum Y.C. Dai & L.W. Zhou 2013
- Dentipellis dissita (Berk. & Cooke) Maas Geest. 1974
- Dentipellis fragilis (Pers.) Donk 1962 – ząbczak kruchy
- Dentipellis leptodon (Mont.) Maas Geest. 1974
- Dentipellis microspora Y.C. Dai 1998
- Dentipellis ohiensis (Berk.) Nakasone 2012
- Dentipellis parmastoi (Nikol.) Stalpers 1996

Nazwy naukowe i wykaz gatunków na podstawie Index Fungorum. Nazwy polskie według Władysława Wojewody.